# Campeonato de España de Remoergómetro
El Campeonato de España de Remoergómetro es el campeonato nacional de dicha especialidad que se celebra anualmente organizado por la Federación Española de Remo.

## Palmarés

### Absoluto masculino
| Ed.   | Lugar     | Año        |                                                           |                                                          |                                                                             |
| ----- | --------- | ---------- | --------------------------------------------------------- | -------------------------------------------------------- | --------------------------------------------------------------------------- |
| I     | Sevilla   | 02/12/2000 | Mauricio Monteserín (C.M. Castropol 06:04,4)              | Marcelino García (R.C. Labradores 06:04,4)               | Jaime Ríos (G.R. Corvera 06:11,7)                                           |
| II    | Sevilla   | 06/12/2001 | Mauricio Monteserín (C.M. Castropol 06:03,9)              | Jaime Ríos (G.R. Corvera 06:06,3)                        | Ignacio Muñoz (R.C. Labradores 06:06,3)                                     |
| III   | Sevilla   | 07/12/2002 | Rubén Rubio (R.C. Maritim 05:59,0)                        | Marcelino García (R.C. Labradores 06:02,5)               | Mauricio Monteserín (C.M. Castropol 06:04,2)                                |
| IV    | Tuy       | 04/12/2004 | Juan Luis Barbera (C.N. Amposta 06:11,1)                  | David González (R.C.N. Vigo 06:16,6)                     | David Morales (C.N. Amposta 06:24,3)                                        |
| V     | Santurce  | 03/12/2005 | Carlos Loriente (C.N. Banyoles 06:24,6)                   | Damián Alonso (C.N. Banyoles 06:28,1)                    | Josu Torre (C.R. Santurce 06:31,3)                                          |
| VI    | Tuy       | 20/01/2007 | Imanol Mujika (C.R. Santurce 06:05,2)                     | Eduardo Murillo (C.N. Sevilla 06:12,5)                   | Jaime Ríos (S.D.R. Astillero 06:15,9)                                       |
| VII   | Tortosa   | 19/01/2008 | Imanol Mujika (C.R. Fuenterrabía 06:02,2)                 | Marcos César Morales Sarmiento (R.C. Labradores 06:03,4) | Jaime Ríos (R.C. Labradores 06:06,2)                                        |
| VIII  | Tortosa   | 24/01/2009 | Alexander Esteban Silva (A.D. Castreña 06:05,3)           | Marcelino García Cortés (R.C. Labradores 06:06,5)        | Noé Guzmán del Castillo (R.C. Labradores 06:10,9)                           |
| IX    | Tuy       | 23/01/2010 | Francisco Montes Caamaño (S.D.R. Astillero 06:02,5)       | Marcelino García Cortés (R.C. Labradores 06:03,9)        | Marcos César Morales Sarmiento (S.D.R. Astillero 06:05,4)                   |
| X     | Vegadeo   | 30/01/2011 | Marcelino García Cortés (R.C. Labradores 05:57,9)         | Noé Guzmán del Castillo (R.C. Labradores 05:58,6)        | Francisco Montes Caamaño (S.D.R. Astillero 06:01,7)                         |
| XI    | Madrid    | 28/01/2012 | Lars Gumpretcht (R.C.N. Torrevieja 05:59,8)               | Noé Guzmán del Castillo (R.C. Labradores 06:02,0)        | Marcelino García Cortés (R.C. Labradores 06:02,1)                           |
| XII   | Amposta   | 26/01/2013 | Óscar Alonso Alonso (C.R. Miño 05:52,8)                   | Lars Gumpretcht (R.C.N. Torrevieja 05:56,5)              | Pau Vela Maggi (C.R. Tortosa 05:59,5)                                       |
| XIII  | Tomares   | 01/02/2014 | Óscar Alonso Alonso (R. Robaleira 05:49,1)                | Jaime Canalejo Pazos (N. Sevilla 05:59,4)                | Pau Vela Maggi (C.R. Tortosa 05:59,5)                                       |
| XIV   | Amposta   | 31/01/2015 | Ismael Montes Caamaño (R.C. Labradores 05:52,1)           | Jaime Canalejo Pazos (N. Sevilla 05:56,3)                | Óscar Alonso Alonso (R. Robaleira 05:56,6)                                  |
| XV    | Tomares   | 30/01/2016 | Ismael Montes Caamaño (R.C. Labradores 05:51,1)           | Óscar Alonso Alonso (R. do Miño 05:55,6)                 | David Prada (R. do Miño 05:57,4)                                            |
| XVI   | Ribadavia | 28/01/2017 | Ismael Montes Caamaño (R.C. Labradores 05:52,8)           | Óscar Alonso Alonso (R. do Miño 05:58,1)                 | Jaime Canalejo Pazos (N. Sevilla 06:00,1)                                   |
| XVII  | Ribadavia | 27/01/2018 | Ismael Montes Caamaño (R.C. Labradores 05:56,0)           | Jaime Canalejo Pazos (N. Sevilla 05:56,7)                | David Prada (R. do Miño 05:58,5)                                            |
| XVIII | Orense    | 19/01/2019 | Óscar Alonso Alonso (R. do Miño 06:03,3)                  | Marcos César Morales Sarmiento (Raspas E.A.E. 06:06,0)   | Joaquín Montero Gómez (C.R. Cedeira 06:11,6)                                |
| XIX   | Navia     | 20/11/2021 | Koxme Burutarán Olaizola (Raspas del Embarcadero 06:04,9) | Pablo Briz Zamorano (Centro Natación Helios 06:10,7)     | Luis Miguel Escourido Garciasouza (Centro Deportivo Mariñeiro Mera 06:28,8) |
| XX    | Castropol | 19/11/2022 | Alberto Fernández Díez (C.N. Navarra 06:13,7)             | Joaquín Montero Gómez (C.R. Cedeira 06:25,7)             | Luis Miguel Escourido Garciasouza (Centro Deportivo Mariñeiro Mera 06:27,3) |

### Peso ligero masculino
| Ed.   | Lugar     | Año        |                                                       |                                                        |                                                   |
| ----- | --------- | ---------- | ----------------------------------------------------- | ------------------------------------------------------ | ------------------------------------------------- |
| I     | Sevilla   | 02/12/2000 | Juan Zunzunegui Guimerans (R.C.N. Vigo 06:14,3)       | Alejandro Fraguela (C.N. Sevilla 06:18,2)              | David Lago (R.C.N. Vigo 06:19,2)                  |
| II    | Sevilla   | 06/12/2001 | Juan Zunzunegui Guimerans (R.C.N. Vigo 06:14,9)       | Juan M. Florido (C.N. Sevilla 06:16,8)                 | Jesús González Álvarez (Remo do Miño 06:17,1)     |
| III   | Sevilla   | 07/12/2002 | Juan Zunzunegui Guimerans (R.C.N. Vigo 06:13,5)       | Jesús González Álvarez (Remo do Miño 06:16,6)          | Juan M. Florido (C.N. Sevilla 06:19,6)            |
| IV    | Tuy       | 04/12/2004 | Juan Zunzunegui Guimerans (R.C.N. Vigo 06:15,3)       | Jesús González Álvarez (R.C.N. Vigo 06:20,4)           | Adolfo Ferrer (R.C. Mediterráneo 06:21,7)         |
| V     | Santurce  | 03/12/2005 | Jaime Martínez (R.C. Maritim 06:20,9)                 | Miguel Fernández Lores (C.R. Mecos 06:27,3)            |                                                   |
| VI    | Tuy       | 20/01/2007 | Miguel Fernández Lores (S.D.R. Astillero 06:15,3)     | Jesús González Álvarez (R.C.N. Vigo 06:20,5)           | Juan Estefanell (R.C.N. Vigo 06:21,1)             |
| VII   | Tortosa   | 19/01/2008 | Juan M. Florido (C.N. Sevilla 06:15,1)                | Juan Zunzunegui Guimerans (S.D.R. Astillero 06:20,1)   | Santiago Lago (C.R. Perillo 06:20,4)              |
| VIII  | Tortosa   | 24/01/2009 | Jesús González Álvarez (Remo do Miño 06:13,0)         | Juan L. Fernández Tomás (C. Náutic Amposta 06:20,2)    | Santiago Lago (C.R. Perillo 06:20,4)              |
| IX    | Tuy       | 23/01/2010 | Juan Zunzunegui Guimerans (S.D.R. Astillero 06:18,2)  | Arnau Bertrán Sastre (R.C.N. Tarragona 06:20,4)        | Alberto González Mesa (S.D.R. Astillero 06:22,1)  |
| X     | Vegadeo   | 30/01/2011 | Juan Zunzunegui Guimerans (S.D.R. Astillero 06:14,0)  | Daniel Sigurbjonsson Benet (R. Tortosa 06:18,9)        | Alberto González Mesa (S.D.R. Astillero 06:19,5)  |
| XI    | Madrid    | 28/01/2012 | Juan Zunzunegui Guimerans (S.D.R. Astillero 06:16,1)  | Daniel Sigurbjonsson Benet (R. Tortosa 06:17,0)        | Arnau Bertrán Sastre (R.C.N. Tarragona 06:19,3)   |
| XII   | Amposta   | 26/01/2013 | Jorge Ande Carvalho Correa (C.R. Miño 06:12,6)        | Jesús González Álvarez (C.R. Tui 06:13,8)              | Jaime de Haz Iraurgi (R.C.N. Vigo 06:15,7)        |
| XIII  | Tomares   | 01/02/2014 | Patricio Rojas Azanar (C. Labradores 06:09,2)         | Jesús González Álvarez (C.R. Tui 06:13,7)              | Imanol Garmendia Maíz (C.R.O. Orio 06:16,3)       |
| XIV   | Amposta   | 31/01/2015 | Jaime de Haz Iraurgi (R. Robaleira 06:11,8)           | Imanol Garmendia Maíz (C.R.O. Orio 06:15,0)            | Jesús González Álvarez (R. Robaleira 06:16,2)     |
| XV    | Tomares   | 30/01/2016 | Patricio Rojas Azanar (C. Labradores 06:10,9)         | Jesús Gómez-Feria Ferreiro (C. Labradores 06:13,7)     | Jesús González Álvarez (R. Robaleira 06:14,9)     |
| XVI   | Ribadavia | 28/01/2017 | Patricio Rojas Azanar (C. Labradores 06:11,1)         | Rodrigo Conde Romero (C.R. Robaleira 06:14,3)          | Jesús González Álvarez (R. Robaleira 06:15,5)     |
| XVII  | Ribadavia | 27/01/2018 | Patricio Rojas Azanar (C. Labradores 06:08,0)         | Jesús González Álvarez (Remo do Miño 06:14,0)          | Rodrigo Conde Romero (Remo do Miño 06:14,1)       |
| XVIII | Orense    | 19/01/2019 | Jesús González Álvarez (Remo do Miño 06:17,6)         | Andrés Álvarez de la Linera (Remeros del Eo 06:27,8)   | José Antonio Martínez Rendón (C.M. Noia 06:31,6)  |
| XIX   | Navia     | 20/11/2021 | Jesús González Álvarez (Club de Remo Do Miño 06:29,2) | Víctor Sierra Silveira (Club de Mar Castropol 06:39,1) | Marcos Peña Blanco (Club Remo San Felipe 06:44,4) |
| XX    | Castropol | 19/11/2022 | Jesús González Álvarez (Club de Remo Do Miño 06:20,1) | Juan Zunzunegui Guimerans (C.R. Chapela 06:23,4)       | Imanol Garmendia Maiz (C.R.O. Orio A.E. 06:32,6)  |

### Absoluto femenino
| Ed.   | Lugar     | Año        |                                                        |                                                      |                                                           |
| ----- | --------- | ---------- | ------------------------------------------------------ | ---------------------------------------------------- | --------------------------------------------------------- |
| I     | Sevilla   | 02/12/2000 | Guiomar Hernández (C.N. Banyoles 07:06,0)              | Lourdes Guillén (R.C. Labradores 07:20,8)            | Berta Durán (R.C.R. Alicante 07:27,6)                     |
| II    | Sevilla   | 06/12/2001 | Nuria Domínguez Asensio (R.C. Labradores 06:58,7)      | Guiomar Hernández (C.N. Banyoles 07:11,4)            | Irene Herrero (C.N. Sevilla 07:14,0)                      |
| III   | Sevilla   | 07/12/2002 | Irene Herrero (C.N. Sevilla 07:18,0)                   | Berta Durán (R.C.R. Alicante 07:21,9)                | Yasmina Carbonell (R.C.N. Torrevieja 07:26,8)             |
| IV    | Tuy       | 04/12/2004 | Nuria Domínguez Asensio (R.C. Labradores 06:56,3)      | Esmeralda Santos (C.R. Cabo Cruz 07:11,6)            | Ángela Rodríguez (R.C. Mediterráneo 07:12,0)              |
| V     | Santurce  | 03/12/2005 | Guiomar Hernández (C.N. Banyoles 07:09,5)              | Sonia Boubeta (S.D.R. Astillero 07:25,5)             |                                                           |
| VI    | Tuy       | 20/01/2007 | Nuria Domínguez Asensio (R.C. Labradores 07:07,2)      |                                                      |                                                           |
| VII   | Tortosa   | 19/01/2008 | Nuria Domínguez Asensio (R.C. Labradores 06:58,7)      | Lorena Rodríguez (C.R.Retiro 66 08:00,0              | Cristina Calvo (C.R. Retiro 66 08:18,7)                   |
| VIII  | Tortosa   | 24/01/2009 | Úrsula Grobler (C.N.Banyoles 06:58,9)                  | Nuria Domínguez Asensio (Remo do Miño 07:07,0)       | Teresa Mas de Xaxars Rivero (C. Natació Banyoles 07:18,1) |
| IX    | Tuy       | 23/01/2010 | Nuria Domínguez Asensio (Remo do Miño 07:05,8)         | Bárbara González Pérez (G.R. Corvera 07:20,2)        | Sara Moreno Adame (R. Guadalquivir 7:22,0)                |
| X     | Vegadeo   | 30/01/2011 | Nuria Domínguez Asensio (Remo do Miño 07:03,6)         | Esmeralda Santos Maceiras (S.D.R. Astillero 07:26,1) | Estela Díaz Márquez (C.N. Sevilla 07:32,7)                |
| XI    | Madrid    | 28/01/2012 | Nuria Domínguez Asensio (C.R. Tui 06:59,9)             | Anna Yuchenko (C.N.C. do Miño 07:03,9)               | Marta Cochon Rial (C.R. Miño 07:15,4)                     |
| XII   | Amposta   | 26/01/2013 | Anna Yuchenko (C.N.C. do Miño 06:53,9)                 | Nuria Domínguez Asensio (C.R. Tui 06:54,7)           | Macarena Llanos Abascal (C. Labradores 07:15,1)           |
| XIII  | Tomares   | 01/02/2014 | Anna Yuchenko (C.N.C. do Miño 06:55,3)                 | Nuria Domínguez Asensio (C.R. Tui 06:56,8)           | Imke Wissing (N. Sevilla 07:44,9)                         |
| XIV   | Amposta   | 31/01/2015 | Anna Boada Peiro (E.O. Barcelona 06:55,4)              | Nuria Domínguez Asensio (R. Robaleira 06:59,6)       | Belén García Girona (R.C.R. Alicante 07:14,4)             |
| XV    | Tomares   | 30/01/2016 | Anna Boada Peiro (E.O. Barcelona 06:52,0)              | Virginia Díaz Rivas (Raspas E.A.E. 06:59,1)          | Nuria Domínguez Asensio (R. Robaleira 07:02,1)            |
| XVI   | Ribadavia | 28/01/2017 | Anna Boada Peiro (E.O. Barcelona 06:55,8)              | Virginia Díaz Rivas (Raspas E.A.E. 07:02,5)          | Belén García Girona (R.C.R. Alicante 07:19,9)             |
| XVII  | Ribadavia | 27/01/2018 | Virginia Díaz Rivas (Raspas E.A.E. 06:53,8)            | Yanka Vieira Rodrigues (Raspas E.A.E. 07:12,3)       | Clara Palacio (C.N. Sevilla 07:16,5)                      |
| XVIII | Orense    | 19/01/2019 | Virginia Díaz Rivas (Raspas E.A.E. 06:57,5)            | Esmeralda Santos Maceiras (Remo do Miño 07:18,3)     | Ondiz Lekubarri Díaz (Raspas E.A.E. 07:23,6)              |
| XIX   | Navia     | 20/11/2021 | Raquel Rodríguez Pernas (Club de Remo Cedeira 07:17,5) | Nerea Lago Cobas (Club de Remo Ribadeo 07:28,5)      | Uxue Urra Sesma (Club Náutico de Navarra 07:35,1)         |
| XX    | Castropol | 19/11/2022 | Iria Jarama Díaz (Club de Remo San Felipe 07:00,4)     | Nerea Lago Cobas (Real Club de Labradores 07:42,3)   | Nuria Domínguez Asensio (Club de Remo Do Miño 08:00,9)    |

### Peso ligero femenino
| Ed.   | Lugar     | Año        |                                               |                                                       |                                                   |
| ----- | --------- | ---------- | --------------------------------------------- | ----------------------------------------------------- | ------------------------------------------------- |
| I     | Sevilla   | 02/12/2000 | No hubo representación en esta categoría      | No hubo representación en esta categoría              | No hubo representación en esta categoría          |
| II    | Sevilla   | 06/12/2001 | Lourdes Guillén (R.C. Labradores 07:17,9)     | Teresa Mas de Xaxars (C.N. Banyoles 07:20,4)          | Maier Agate (C.R. Santurce 07:29,1)               |
| III   | Sevilla   | 07/12/2002 | Teresa Mas de Xaxars (C.N. Banyoles 07:10,9)  | Lourdes Guillén (R.C. Labradores 07:15,5)             | María Almuedo (R.C. Labradores 07:42,4)           |
| IV    | Tuy       | 04/12/2004 | No hubo representación en esta categoría      | No hubo representación en esta categoría              | No hubo representación en esta categoría          |
| V     | Santurce  | 03/12/2005 | No hubo representación en esta categoría      | No hubo representación en esta categoría              | No hubo representación en esta categoría          |
| VI    | Tuy       | 20/01/2007 | Sonia Boubeta (S.D.R. Astillero 07:15,5)      | Lourdes Guillen (R.C. Labradores 07:34,5)             | María Victoria Piñeiro (S.D.R. Astillero 07:40,1) |
| VII   | Tortosa   | 19/01/2008 | Teresa Mas de Xaxars (C.N. Banyoles 07:06,4)  | Sonia Boubeta (S.D.R. Astillero 07:08,7)              | Lourdes Guillen (R.C. Labradores 07:14,3)         |
| VIII  | Tortosa   | 24/01/2009 | No hubo representación en esta categoría      | No hubo representación en esta categoría              | No hubo representación en esta categoría          |
| IX    | Tuy       | 23/01/2010 | Teresa Mas de Xaxars (C.N. Banyoles 07:09,3)  | Laura Terradas (C.N. Banyoles 07:26,0)                | Ángeles Díaz (R.C.R. Perillo 07:52,6)             |
| X     | Vegadeo   | 30/01/2011 | Lourdes Guillen (S.D.R. Astillero 07:22,7)    | Lucía Saborido Torres (A.D. Esteirana 07:27,7)        | Meritxell Alonso Bertomeu (C.N. Amposta 07:27,9)  |
| XI    | Madrid    | 28/01/2012 | Teresa Mas de Xaxars (C.N. Banyoles 07:17,1)  | Laura Terradas (C.N. Banyoles 07:18,3)                | Meritxell Alonso Bertomeu (C.N. Amposta 07:29,5)  |
| XII   | Amposta   | 26/01/2013 | Esmeralda Santos Maceiras (C.R. Tui 07:19,4)  | Laura Terradas (C.N. Banyoles 07:25,7)                | Meritxell Alonso Bertomeu (C.N. Amposta 07:28,5)  |
| XIII  | Tomares   | 01/02/2014 | Laura Monteso Esmel (C.R. Tortosa 07:11,4)    | Mireia Ros Martínez (E.O. Barcelona 07:18,9)          | Verónica García Mulet (C.R. Tortosa 07:20,7)      |
| XIV   | Amposta   | 31/01/2015 | Verónica García Mulet (C.R. Tortosa 07:24,6)  | Garazi Lasarte Escudero (C.R. Santiagotarrak 07:28,0) | Ondiz Lekubarri (C.R. Tortosa 07:28,0)            |
| XV    | Tomares   | 30/01/2016 | Natalia Arasa Bonavila (C.R. Tortosa 07:19,2) | Amina Rouba (C.N. Sevilla 07:20,2)                    | Rocío Lao Sánchez (C.N. Sevilla 07:22,1)          |
| XVI   | Ribadavia | 28/01/2017 | Amina Rouba (C.E.O. Barcelona 07:18,2)        | Rocío Lao Sánchez (C.N. Sevilla 07:20,6)              | Miriam Kreusel (R.C.R. Alicante 07:21,6)          |
| XVII  | Ribadavia | 27/01/2018 | Rocío Lao Sánchez (C.N. Sevilla 07:17,3)      | Natalia Miguel (R.C. Labradores 07:20,8)              | Paula Salarich Ortiz (C.N. Banyoles 07:34,5)      |
| XVIII | Orense    | 19/01/2019 | Ondiz Lekubarri Díaz (Raspas E.A.E. 07:38,9)  | Nadia Felipe García (C.N. Campello 07:43,6)           | Elvira Atucha Lizasoain (Raspas E.A.E. 08:05,3)   |
| XIX   | Navia     | 20/11/2021 | No hubo representación en esta categoría      | No hubo representación en esta categoría              | No hubo representación en esta categoría          |
| XIX   | Castropol | 19/11/2022 | No hubo representación en esta categoría      | No hubo representación en esta categoría              | No hubo representación en esta categoría          |

## Resultados masculinos
| Remera                     |                                               |                                         |                             |
| -------------------------- | --------------------------------------------- | --------------------------------------- | --------------------------- |
| Juan Zunzunegui Guimerans  | 7 (2000, 2001, 2002, 2004, 2010, 2011 y 2012) | 2 (2008 y 2022)                         |                             |
| Jesús González Álvarez     | 4 (2009, 2019, 2021 y 2022)                   | 5 (2002, 2004, 2007, 2013, 2014 y 2018) | 4 (2001, 2015, 2016 y 2017) |
| Ismael Montes Caamaño      | 4 (2015, 2016, 2017 y 2018)                   |                                         |                             |
| Patricio Rojas Azanar      | 4 (2014, 2016, 2017 y 2018)                   |                                         |                             |
| Óscar Alonso Alonso        | 3 (2013, 2014 y 2019)                         | 2 (2016 y 2017)                         | 1 (2015)                    |
| Mauricio Monteserín        | 2 (2000 y 2001)                               |                                         | 1 (2002)                    |
| Imanol Mujika              | 2 (2007 y 2008)                               |                                         |                             |
| Marcelino García Cortés    | 1 (2011)                                      | 4 (2000, 2002, 2009 y 2010)             | 1 (2012)                    |
| Juan M. Florido            | 1 (2008)                                      | 1 (2001)                                | 1 (2002)                    |
| Miguel Fernández Lores     | 1 (2007)                                      | 1 (2005)                                |                             |
| Lars Gumpretcht            | 1 (2012)                                      | 1 (2013)                                |                             |
| Francisco Montes Caamaño   | 1 (2010)                                      |                                         | 1 (2011)                    |
| Jaime de Haz Iraurgi       | 1 (2015)                                      |                                         | 1 (2013)                    |
| Rubén Rubio                | 1 (2002)                                      |                                         |                             |
| Juan Luis Barbera          | 1 (2004)                                      |                                         |                             |
| Carlos Loriente            | 1 (2005)                                      |                                         |                             |
| Jaime Martínez             | 1 (2005)                                      |                                         |                             |
| Alexander Esteban Silva    | 1 (2009)                                      |                                         |                             |
| Jorge Ande Carvalho Correa | 1 (2013)                                      |                                         |                             |
| Koxme Burutarán Olaizola   | 1 (2021)                                      |                                         |                             |
| Alberto Fernández Díez     | 1 (2022)                                      |                                         |                             |

## Resultados femeninos
| Remera                    |                                               |                             |                 |
| ------------------------- | --------------------------------------------- | --------------------------- | --------------- |
| Nuria Domínguez Asensio   | 7 (2001, 2004, 2007, 2008, 2010, 2011 y 2012) | 4 (2009, 2013, 2014 y 2015) | 2 (2016 y 2022) |
| Teresa Mas de Xaxars      | 4 (2002, 2008, 2010 y 2012)                   |                             | 2 (2001 y 2009) |
| Anna Boada Peiro          | 3 (2015, 2016 y 2017)                         |                             |                 |
| Lourdes Guillen           | 2 (2001 y 2011)                               | 3 (2000, 2002 y 2007)       | 1 (2008)        |
| Virginia Díaz Rivas       | 2 (2018 y 2019)                               | 2 (2016 y 2017)             |                 |
| Guiomar Hernández         | 2 (2000 y 2005)                               | 1 (2001)                    |                 |
| Anna Yuchenko             | 2 (2013 y 2014)                               | 1 (2012)                    |                 |
| Sonia Boubeta             | 1 (2007)                                      | 2 (2005 y 2008)             |                 |
| Esmeralda Santos Maceiras | 1 (2013)                                      | 2 (2004 y 2011)             |                 |
| Rocío Lao Sánchez         | 1 (2018)                                      | 1 (2017)                    | 1 (2016)        |
| Amina Rouba               | 1 (2017)                                      | 1 (2016)                    |                 |
| Ondiz Lekubarri Díaz      | 1 (2019)                                      |                             | 2 (2015 y 2019) |
| Irene Herrero             | 1 (2002)                                      |                             | 1(2001)         |
| Verónica García Mulet     | 1 (2015)                                      |                             | 1 (2014)        |
| Úrsula Grobler            | 1 (2009)                                      |                             |                 |
| Laura Monteso Esmel       | 1 (2014)                                      |                             |                 |
| Natalia Arasa Bonavila    | 1 (2016)                                      |                             |                 |
| Raquel Rodríguez Pernas   | 1 (2021)                                      |                             |                 |
| Iria Jarama Díaz          | 1 (2022)                                      |                             |                 |